# 布雷格
布雷格是德国梅克伦堡-前波莫瑞州的一个市镇。总面积15.98平方公里，总人口768人，其中男性420人，女性348人（2011年12月31日），人口密度48人/平方公里。